# Crows (Band)
Crows (engl.: Krähen) war eine deutsche Power-Metal-Band, die ihre Texte stark auf die Ureinwohner Amerikas fokussierte. Crows sind nicht mit der gleichnamigen britischen Post-Punk-Band identisch.

## Geschichte
Crows wurden 1981 in Dortmund gegründet, die Urbesetzung bestand aus Bruno Mattukat, Jens-Uwe Roschkowski, Winni Hirsch, Frank Bankowski und Bobby Schottkowski, der auch das einzige durchgehende Bandmitglied bleiben sollte. Crows waren eine der frühesten Metal-Bands aus Dortmund und galten auch als örtliche „Talentschmiede“. 1985 entstand mit Born to Fight ein Demo mit fünf Liedern. 1986 nahm die Band zwei weitere Demokassetten auf, im selben Jahr zerbrach jedoch die ursprüngliche Besetzung, nachdem Roschkowski durch Stefan Knauer und Bankowski durch Siggi Kromolka ersetzt wurden.
1987 beteiligten sich Crows mit dem Lied Final Fight am von Roadrunner Records initiierten Sampler Teutonic Invasion Part One, auf dem u. a. auch Violent Force, Minotaur und Paradox vertreten waren. 1988 wurden neue Gitarristen verpflichtet, im betreffenden Jahr entstand auch Crows’ aus drei Titeln bestehendes viertes Demo. Nach zwei weiteren selbst aufgenommenen Kassetten produzierte die Band 1991 für Century Media Records mit dem ehemaligen Wolf-Spider-Sänger Leszek Szpigiel, dem zurückgekehrten  Frank Bankowski und dem Keyboarder Burkhard Mildner das Album The Dying Race. Noch im selben Jahr löste sich die Band auf.
Schottkowski und Kost schlossen sich später Sodom an, Szpigiel sang u. a. für Scanner und Mekong Delta. Winni Hirsch war nach seinem Weggang kurzzeitig Gitarrist von Angel Dust, wo Roman Keymer, sein Nachfolger bei Crows, vorher aktiv war. Frank Bankowski gehörte ebenfalls mehrere Jahre Angel Dust an und spielte auch kurzzeitig für die US-amerikanische Band CounterClockwise. Keymer war später für Risk aktiv, Siggi Kromolka hatte von 2013 bis 2015 die Stelle des Bassisten von Dark Zodiak inne.

## Diskografie
- 1985: Born to Fight (Demo)
- 1986: Hunted Dog (Demo)
- 1986: Final Fight (Demo)
- 1987: Final Fight (Liedbeitrag zum Sampler Teutonic Invasion Part One)
- 1988: Demo '88 (Demo)
- 1989: The Legions (Demo)
- 1990: Demo (Demo)
- 1991: The Dying Race (Studioalbum)